# Кодак (село)
Кода́к — село в Україні, у Девладівській сільській громаді Криворізького району Дніпропетровської області.
Населення — 47 мешканців.

## Географія
Село Кодак знаходиться на відстані 3 км від села Сергіївка і за 4 км від села Водяне. По селу протікає пересихаючий струмок з загатою.

## Населення

### Мова
Розподіл населення за рідною мовою за даними перепису 2001 року:
| Мова       | Відсоток |
| ---------- | -------- |
| українська | 89,4 %   |
| російська  | 10,6 %   |

## Інтернет-посилання
- Погода в селі Кодак [Архівовано 20 Грудня 2011 у Wayback Machine.]

1. ↑  Рідні мови в об'єднаних територіальних громадах України — Український центр суспільних даних